# Терновая (приток Куго-Еи)
Терно́вая — балка в Ростовской области России, правый приток Куго-Еи (бассейн Еи). Длина 19 км. На реке сооружены пруды.

## Название
Название реки произошло от название вида небольших колючих кустарников, тёрна (терновника).
По реке получили своё название следующие объекты: хутор Терновский.

## Течение
Река протекает и берёт начало на западе Доно-Егорлыкской равнины, у хутора Дудукалова Егорлыкского района Ростовской области. Вначале течёт на запад. После, ниже по течению от хутора Терновского, поворачивает на юго-запад. Впадает в реку Куго-Ею с правой стороны, у села Ленинка Зерноградского района Ростовской области.
Река протекает по территории Егорлыкского и Зерноградского районов Ростовской области.

## Населённые пункты
- х. Дудукалов
- х. Новая Деревня
- х. Терновский
- х. Косенко
- с. Ленинка